# 建築設備
建築設備（けんちくせつび）
1. 設備のうち、建築に関わる設備（機械・電気設備、配管（MEP） (Mechanical,_electrical,_and_plumbing)
2. 建築学#建築設備学

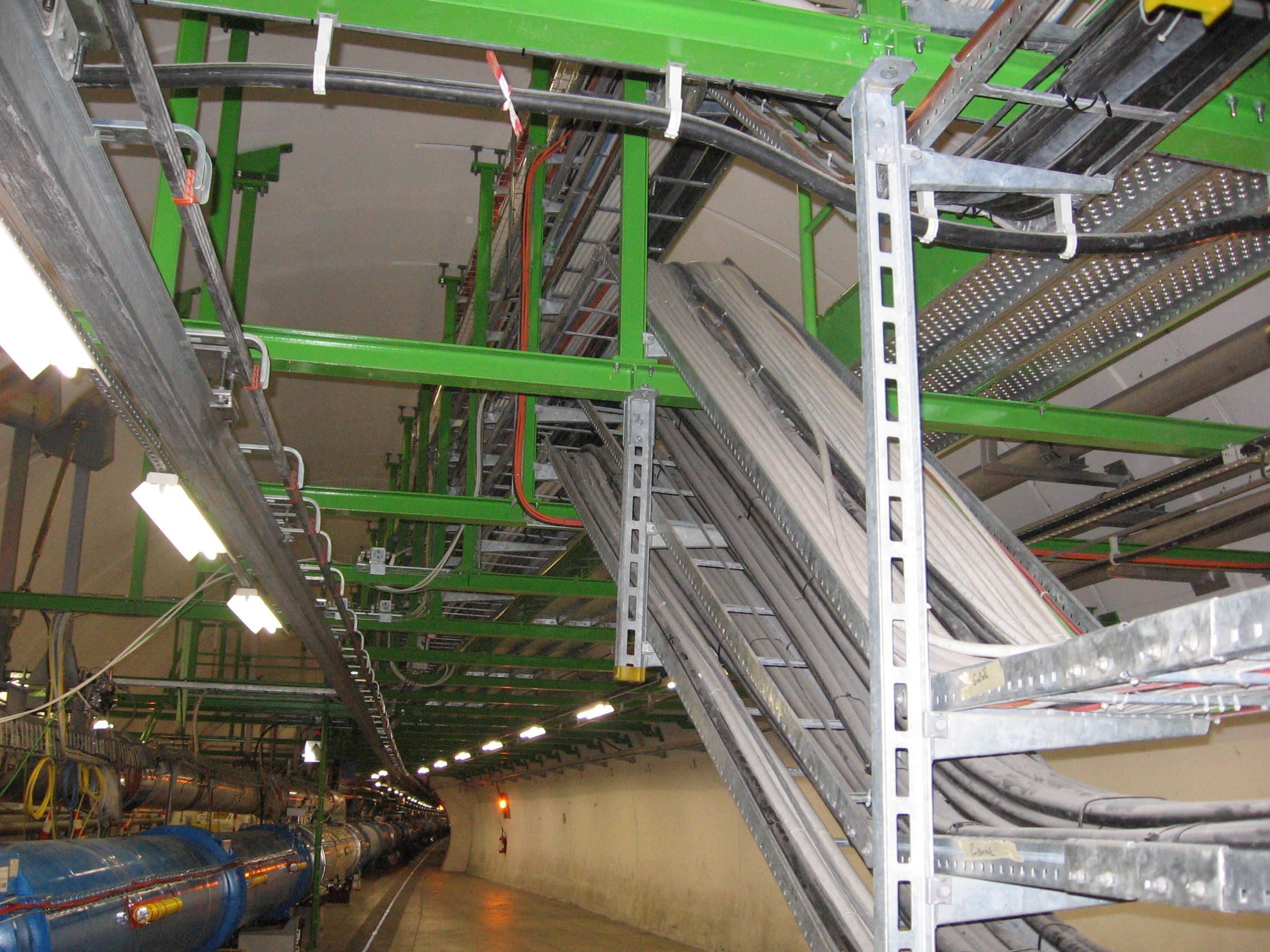
Large Hadron Colliderのパイプとケーブル、機械的、電気的、配管間の統一の例

建築設備のうち、建物の設計と建設における機械、電気、配管 （Mechanical, electrical and plumbing、MEP）について言及する。 
商業ビルでは、これらの要素は多くの場合、専門のエンジニアリング会社によって設計されており、 MEPの設計は、計画、意思決定、正確な文書化、パフォーマンスとコストの見積もり、建設、および結果として得られる施設の運用/維持にとって重要である。 
MEPは、メーカーが単に機器を設置するのではなく、これらのシステムの詳細な設計と選択を明確に網羅しており、たとえば配管工は、一般的な慣行および規制コードに基づいて商業用給湯システムを選択して設置する場合がある。 MEPエンジニアのチームは、エンジニアリングの原則に従って最適な設計を調査し、インストーラーが開発した仕様を提供している。その結果、MEP分野で働くエンジニアは、力学、流体、熱力学、熱伝達、化学、電気、コンピューターなどの幅広い分野を理解する必要がある 。 

## 設計とドキュメンテーション
建物の他の側面と同様に、MEPの製図 、設計、文書化は従来、手作業で行われていた。コンピューター支援設計は、これよりもいくつかの利点があり、多くの場合、 3Dモデリングが組み込まれている。それ以外の場合は非実用的であるが、ビルディングインフォメーションモデリングは、MEP設計の全体的な設計とパラメーター変更管理を提供している 。 
MEPサービスのドキュメントを維持するには、 地理情報システムまたは資産管理システムの使用も必要になる場合がある。 

## MEPの構成要素

### 機械的
MEPの機械構成要素は通常、 HVACサービスのスーパーセットであり、したがって人間の快適さのためにまたは機械の操作のために、環境要因（ 湿度測定 ）の制御が組み込まれている。暖房、冷房、換気、および排気はすべて、建物の機械的計画で考慮すべき重要な領域であり 特別な場合には水冷/加熱、湿度制御または空気ろ過も組み込むことができる。たとえば、Googleのデータセンターでは、 熱交換器を使用してサーバーを冷却しておりこのシステムは、初期エネルギー消費の12％の追加オーバーヘッドを作成しており、オーバーヘッドが30〜70％である従来のアクティブ冷却ユニットからの大幅な改善であるが ただし、この斬新で複雑な方法には、機械エンジニアによる慎重かつ高価な計画が必要で、機械エンジニアは、建物の電気および配管システムを設計するエンジニアと密接に連携する必要がある。 
HVACシステムを設計する人々にとっての主要な関心事は効率、つまり電気と水の消費で、大規模および小規模の両方でシステムの設計を変更することにより、効率が最適化される。ヒートポンプおよび蒸発冷却は、従来のシステムに代わる効率的な代替手段であるが、より高価であるか実装が難しい場合かがある。MEPエンジニアの仕事はこれらの要件を比較し、タスクに最適な設計を選択することである。 
電気技師と配管工は通常、サービスをお互いの邪魔にならないようにすることを除いて、お互いにほとんど関係がないが、機械システムを導入するには配管を電気で制御し、電気を配管で修理できるように、2つのシステムを統合する必要がある。したがって、MEPの機械構成要素は3つのフィールドを結合している。 

### 電気的

#### 交流電流
事実上すべての近代的な建物は家庭用および日常の電化製品に電力供給のために、何らかの形のAC 主電源を統合している。通常、このようなシステムは100〜500ボルトで動作するが、その分類と仕様は地域によって大きく異なる（ 国別の主電源参照）。主電源は通常は建物の床下、壁の空洞、天井の空洞に隠された絶縁された銅線を介して分配され、これらのケーブルは壁、床、または天井に取り付けられたソケットに終端されている。同様の手法がライト（「照明器具」）に使用されるが、通常、2つのサービスは分電盤で異なる保護デバイスを備えた異なる回路に分離され 照明用の配線は電気技師のみが管理しているが、照明器具などの器具の選択は、場合によっては建物の所有者またはインテリアデザイナーに委ねられる。 
三相電源は、一般的に産業機械、特にモーターや高負荷デバイスに使用され、三相電力の供給は、建物の設計段階の早い段階で検討する必要があるがこれは国内の電源とは異なる規制があり、ケーブルルート、配電盤の場所、大型外部変圧器、道路からの接続などの側面に影響を与える可能性があるためである 。

#### 情報技術
技術の進歩とコンピューターネットワーキングの出現により、データおよび通信配線を組み込んだ電気システムの新しい側面が出現。2019年現在、MEPIT（機械、電気、配管、情報技術）およびMEPI（MEPITの略語）を含むいくつかの派生頭字語がこの分野で提案されているが 同等の名前は「低電圧」、「データ」および「通信」で、通信ネットワークに使用される低電圧システムは低電圧ネットワークと同じではないことに注意されたい。 
電気設備の情報技術部門は、コンピューターネットワーキング、電話、テレビ、セキュリティシステム、音声配信、ヘルスケアシステム、ロボット工学などに使用され、これらのサービスは通常、さまざまな業者によって高電圧の主電源配線にインストールされ、多くの場合、セキュリティインストーラーやオーディオインテグレーターなどの非常に特定の業者に委託される。 
低電圧配線の規制は多くの場合、人間の安全にとってそれほど厳しくない、またはそれほど重要ではなく、その結果、電気業界からの絶え間ない試みにもかかわらず、この配線は有能なアマチュアによって設置または保守されることもより一般的である。 

### 配管工事

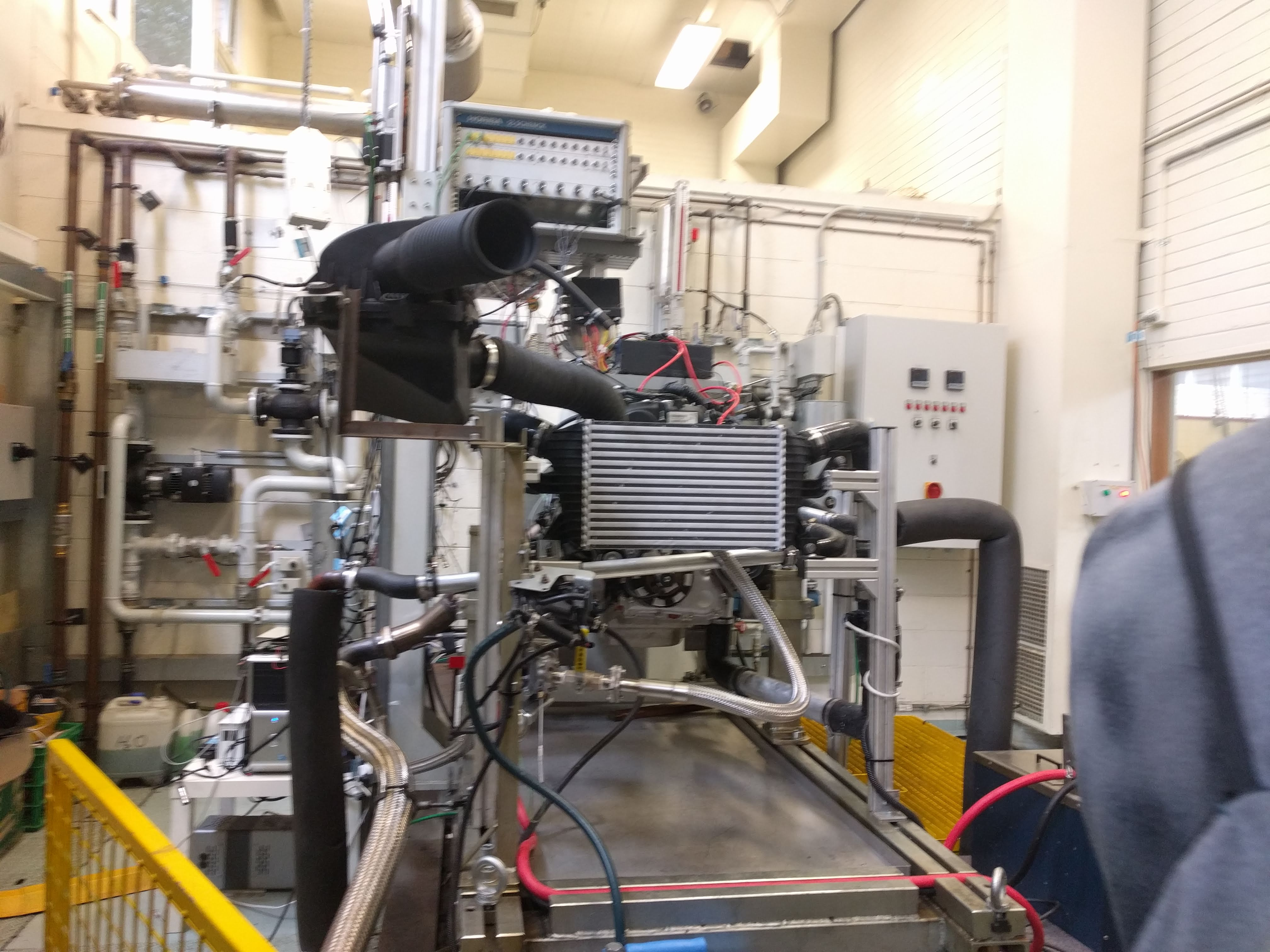
自動車エンジンをテストするための実験室。建物に組み込まれた配管と電気設備を示しています

配管システムの有能な設計は、他の取引との競合を防ぎ、高価な手直しや余剰供給を避けるために必要で、標準的な住宅配管の範囲は、通常、主電源の飲料水、温水（機械および/または電気技術者と共同）、下水道、雨水、天然ガス、および場合によっては雨水の収集と保管を対象としており、商業環境ではこれらの流通システムは、より多くのユーザーに対応するために拡張され、水耕栽培、灌漑、燃料、酸素、真空/圧縮空気、固形物移送などの他の配管サービスの追加にも対応している。 
配管システムは、空気の分配/制御も行うため、MEPの機械部分に貢献し、HVACシステムの配管には、クーラント、加圧空気、水およびその他の物質の移送が含まれ、空気輸送のためのダクトも配管を検討する場合があるが、通常はさまざまな職人によって設置されている。  

### 耐震設計

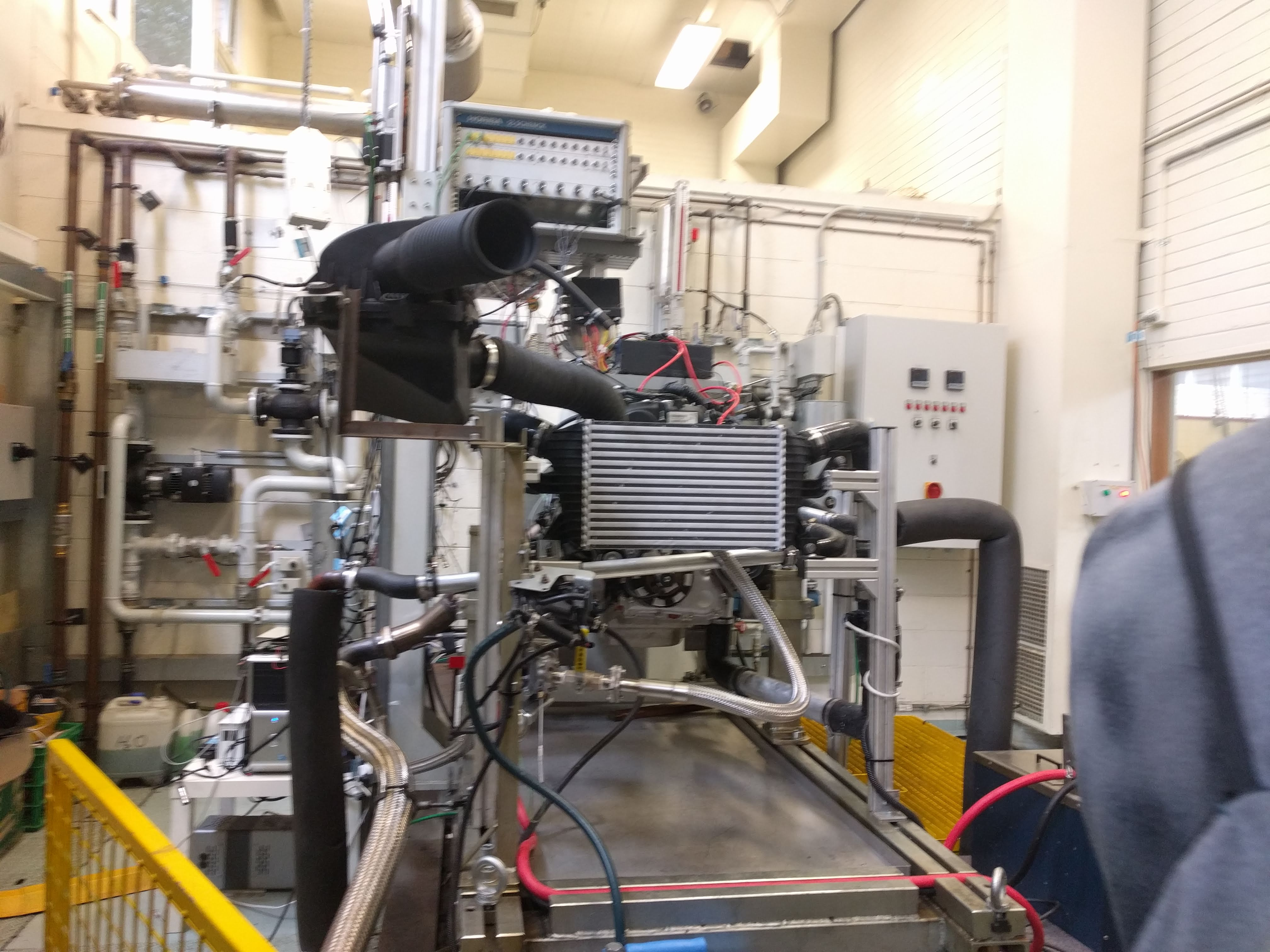
自動車エンジンをテストするための実験室。建物に組み込まれた配管と電気設備を示しています

空調設備設計、衛生設備設計、電気設備設計において、それぞれの技術分野での設計技術は確立されているが、それぞれの設備について耐震を考慮した設計でないと地震時対応できない。例えば、空調機、送風機、水槽を設置する鋼製架台は耐震能力を確認する必要がある。配管、ダクトは耐震振れ止めを必要とする。キュービクルの据付は耐震を考慮しなければならないし、配線ラックは、耐震振れ止めを必要とする。 

## 参照資料
1. ↑  “MEP makes engineering projects faster and reduces cost”. ny-engineers.com. 2018年2月5日閲覧。
2. ↑   Fundamentals of Engineering (4th ed.). National Council of Examiners for Engineering and Surveying. (2000)
3. ↑  “Mechanical, Electrical and Plumbing” (PDF). Setty.com.   Revit MEP:BIM for MEP Engineering (2013年2月12日). 2014年8月14日時点のオリジナルよりアーカイブ。2013年8月27日閲覧。
4. ↑  “What Is MEP Engineering?” (英語). Reference. 2019年3月24日閲覧。
5. ↑   Guidance for filtration and air-cleaning systems to protect building environments from airborne chemical, biological, or radiological attacks.. (2003-04-01). doi:10.26616/nioshpub2003136.
6. 1 2  “Efficiency: How we do it”. Google Data Centers. 2019年3月24日閲覧。
7. ↑  Staffell, Iain & Brett, D.J.L. & Brandon, Nigel & Hawkes, Adam. (2012). A review of domestic heat pumps. Energy Environ. Sci.. 5. 9291-9306. 10.1039/C2EE22653G.
8. ↑  Kinney, Larry. New Evaporative Cooling Systems: An Emerging Solution for Homes in Hot Dry Climates with Modest Cooling Loads. Southwest Energy Efficiency Project
9. 1 2   AS/NZS 3000:2018 - "Wiring Rules". SAI Global. (2018). ISBN 978 1 76035 993 5
10. ↑  “Migrate from MEP to MEPIT” (英語). www.linkedin.com. 2019年3月20日閲覧。